# Eleccions al Parlament de Catalunya de 1980
El dijous, 20 de març de 1980 se celebraren les primeres eleccions al Parlament de Catalunya després de la recuperació de la democràcia a Espanya, i el restabliment de la Generalitat de Catalunya en 1979. Foren convocades a votar 4.436.459 persones majors de 18 anys i amb dret a vot a Catalunya. Les eleccions serviren per a escollir als 135 parlamentaris de la primera legislatura democràtica. Acudiren a votar 2.725.558 persones, amb una participació del 61,44 per cent.
El partit més votat fou Convergència i Unió qui, amb 752.943 vots (un 27,68 per cent) i el seu lema de campanya, ''Ara convé'', obtingué 43 escons, 10 més que la segona força política, el Partit dels Socialistes de Catalunya.
Després de la formació del Parlament de Catalunya, el candidat de Convergència i Unió, Jordi Pujol, fou investit President de la Generalitat de Catalunya, gràcies als vots dels 18 diputats de Centristes de Catalunya i dels 14 d'Esquerra Republicana de Catalunya.

## Antecedents
La mort del dictador Francisco Franco el 1975 i l’inici de la transició espanyola a la democràcia van conduir a les negociacions entre el govern espanyol de l’aleshores president, Adolfo Suárez, i el president català a l'exili, Josep Tarradellas, sobre la qüestió de l’autonomia catalana, que va conduir al restabliment del govern regional català el 5 d'octubre de 1977 i al retorn de Tarradellas a Catalunya el 23 d'octubre. Es van iniciar noves negociacions entre els partits polítics catalans per a la redacció d’un nou estatut d’autonomia, que es coneixeria com a “Estatut de Sau”, que se sotmetria a revisió el 29 de desembre de 1978 i que asseguraria a les Corts Generals del 13 d'agost de 1979. Després de ser ratificat en referèndum, obtingué l'aprovació definitiva a les Corts i es publicà al Butlletí Oficial de l'Estat el 22 de desembre, obrint el camí a la celebració de les primeres eleccions regionals catalanes des de la Segona República espanyola.

## Dades generals
- Cens: 4.432.776
- Meses: 5.906
- Votants: 2.718.888 (61,34%)
- Abstenció: 1.713.888 (38,66%)
- Vots:

- Vàlids: 2.705.413 (99,50%)
- a candidatures: 2.687.453 (98,84%)
- en blanc: 17.960 (0,66%)
- nuls: 13.475 (0,50%)

## Resultats
Amb una participació del 61,3%, que els líders polítics de l'època consideraven alta, Convergència i Unió (CiU) es va constituir com la força política més gran amb un 27,8% dels vots i 43 escons, Una sorprenent victòria sobre el PSC, que esperava formar el nou govern regional de Catalunya. En canvi, els socialistes aconseguiren el 22,4% dels vots i 33 escons, perdent molts vots en comparació amb les anteriors eleccions generals del 1979. Açò es va veure com un càstig electoral a la posició ambigua del PSC sobre la qüestió del nacionalisme català — que va costar el suport dels votants de la burgesia catalana de centreesquerra, perdent-los tant al PSUC (que va obtenir el 18,8% dels vots i 25 escons) com a ERC (8,9% dels vots i 14 escons), però també les tensions internes en curs entre la facció més catalanista formada per ex-membres del Partit Socialista de Catalunya – membres del Congrés i la facció més espanyolista de l’antiga Federació Socialista Catalana, així com la de Joan Reventós. Poc atractiu entre els votants de la classe treballadora.
Els resultats de l’aliança Centristes de Catalunya es van considerar negatius, després d’aconseguir només el 10,6% dels vots i 18 escons en comparació amb el 19,3% que havia obtingut a les eleccions generals de 1979. Ací varen perde vots a favor de la CiU de Jordi Pujol per evitar que es pogués formar un govern comunista socialista. El Partit Andalús va aconseguir entrar al Parlament amb un 2,7% dels vots i 2 escons, després de superar per poc el llindar del 3% a la província de Barcelona. Es diu que el president en funcions, Josep Tarradellas, va votar en blanc després que els seus intents de presentar-se a la reelecció resultessin infructuosos enmig de la seva creixent desconfiança envers els partits polítics catalans.
A nivell estatal, els resultats es van veure com un fracàs en la consolidació del bipartidisme UCD-PSOE, però també com un seguit de derrotes electorals per a la UCD: només portant un any de la legislatura de les eleccions de 1979, el partit governant a Espanya havia fallat en el referèndum d’iniciativa d’autonomia andalusa, havia obtingut un resultat humiliant a les eleccions autonòmiques basques —on va perdre el 53,5% dels seus votants de 1979— i va tenir pèrdues considerables a Catalunya que ascendien a uns 226.000 dels 513.000 vots del 1979. Finalment, a això se sumaria la decepció per la baixa participació en el referèndum de l’Estatut d’autonomia gallec de 1980 i altres contratemps electorals a les eleccions parcials del Senat de novembre de 1980 a Almeria i Sevilla, amb el deteriorament de la figura pública d’Adolfo Suárez que va provocar un augment de la lluita interna dins del partit i a la seva dimissió com a primer ministre el gener del 1981. Les enormes pèrdues obtingudes per la UCD a les eleccions regionals gallegues del 1981 farien que el partit entrés en un estat de crisi i decadència, que culminaria amb derrotes contundents a Andalusia l'any 1982.
Només es presenten les candidatures amb més de 1.000 vots.
En negreta, els partits de Govern
Resum Resultats Eleccions al Parlament de Catalunya 1980
| Candidatures | Candidatures                                                        | Vots 1980 | % Vot 1980 | Parl. 1980 | Vots 1932 | % Vot 1932 | Parl. 1932 |
| ------------ | ------------------------------------------------------------------- | --------- | ---------- | ---------- | --------- | ---------- | ---------- |
|              | Convergència i Unió (CiU)                                           | 752.943   | 27,83      | 43         | -         | -          | -          |
|              | Partit dels Socialistes de Catalunya (PSC-PSOE)                     | 606.717   | 22,43      | 33         | -         | -          | -          |
|              | Partit Socialista Unificat de Catalunya (PSUC)                      | 507.753   | 18,77      | 25         | -         | -          | -          |
|              | Centristes de Catalunya-Unió de Centre Democràtic (CC-UCD)          | 286.922   | 10,61      | 18         | -         | -          | -          |
|              | Esquerra Republicana de Catalunya (ERC)                             | 240.871   | 8,90       | 14         | ?         | 65,88      | 56         |
|              | Partit Socialista d'Andalusia-Partit Andalús de Catalunya (PSA-PAC) | 71.841    | 2,66       | 2          | -         | -          | -          |
|              | Solidaritat Catalana (SC)                                           | 64.004    | 2,37       | 0          | -         | -          | -          |
|              | Nacionalistes d'Esquerra (NE)                                       | 44.798    | 1,66       | 0          | -         | -          | -          |
|              | Unitat pel Socialisme-CUPS (UPS-CUPS)                               | 33.086    | 1,22       | 0          | -         | -          | -          |
|              | Fuerza Nueva (FN)                                                   | 27.807    | 1,03       | 0          | -         | -          | -          |
|              | Bloc d'Esquerra d'Alliberament Nacional de Catalunya (BEANC)        | 14.077    | 0,52       | 0          | -         | -          | -          |
|              | Partit Comunista Obrer de Catalunya (PCOC)                          | 12.963    | 0,48       | 0          | -         | -          | -          |
|              | Unitat Comunista (UC)                                               | 8.198     | 0,30       | 0          | -         | -          | -          |
|              | Falange Española de las J.O.N.S. (FEJONS)                           | 6.637     | 0,25       | 0          | -         | -          | -          |
|              | Partido Nacional Independiente (PNI)                                | 4.741     | 0,18       | 0          | -         | -          | -          |
|              | Conservadors de Catalunya (CC)                                      | 4.095     | 0,15       | 0          | -         | -          | -          |

### Investidura del president
| Primera Volta Majoria Absoluta (68 diputats) Requerida |                |    |    |    |    |    |   |       |
| Candidat: Jordi Pujol i Soley                          | Grups Polítics |    |    |    |    |    |   | TOTAL |
| Candidat: Jordi Pujol i Soley                          | Sí             | 43 |    |    |    |    |   | 43    |
| Candidat: Jordi Pujol i Soley                          | No             |    | 33 | 24 |    |    | 2 | 59    |
| Candidat: Jordi Pujol i Soley                          | Abstencions    |    |    |    | 18 | 13 |   |       |
| Candidat: Jordi Pujol i Soley                          | Absències      |    |    | 1  |    | 1  |   | 2     |

| Segona Volta Majoria Simple Requerida |                |    |    |    |    |    |   |       |
| Candidat: Jordi Pujol i Soley         | Grups Polítics |    |    |    |    |    |   | TOTAL |
| Candidat: Jordi Pujol i Soley         | Sí             | 43 |    |    | 18 | 14 |   | 75    |
| Candidat: Jordi Pujol i Soley         | No             |    | 33 | 24 |    |    | 2 | 59    |
| Candidat: Jordi Pujol i Soley         | Abstencions    |    |    |    |    |    |   | 0     |
| Candidat: Jordi Pujol i Soley         | Absències      |    |    | 1  |    |    |   | 1     |

## Diputats elegits
| CiU | PSC-PSOE | PSUC | CC-UCD | ERC | PSA-PAC                                                     |
| Barcelona 1. Jordi Pujol i Soley 2. Miquel Coll i Alentorn 3. Macià Alavedra i Moner 4. Josep Maria Cullell i Nadal 5. Pere Pi-Sunyer i Bayo 6. Francesc Xavier Bigatà i Ribé 7. Josep Maria Ainaud de Lasarte 8. Marià Vila-Abadal Vilaplana 9. Josep Laporte i Salas 10. Helena Ferrer i Mallol 11. Jaume Fonolleda i Aspert 12. Joaquim Pibernat i Lleyxà 13. Pere Parera i Cartró 14. Jaume Camps i Rovira 15. Ramon Camp i Batalla 16. Ferran Pont i Puntigam 17. Joan Colomines i Puig 18. Ramon Pla i Nadal 19. Josep Garrell i Pubill 20. Alfred Albiol i Paps 21. Josep Maria Casals i Guiu 22. Simeó Selga i Ubach 23. Ferran Camps Vallejo 24. Raimon Escudé i Pladellorens 25. Antoni Subirà i Claus 26. Ignasi Carner i Jorba Girona 1. Joan Vidal i Gayolà 2. Ramon Sala i Canadell 3. Concepció Ferrer i Casals 4. Josep Maria Nolla i Panadès 5. Ricard Masó i Llunes 6. Jordi Martínez Planas 7. Trinitat Neras Plaja Lleida 1. Joan Oró i Florensa 2. Delfí Robinat Elías 3. Lluís Virgili i Farrà 4. Josep Borràs i Gené 5. Miquel Verdeny Enrich Tarragona 1. Jordi Escoda i Vila 2. Enric Olivé Martínez 3. Joan Josep Martí i Ferré 4. Joan Ventura i Solé 5. Joan Descals i Esquius | Barcelona 1. Joan Reventós i Carner 2. Josep Andreu i Abelló 3. Carlos Cigarrán Rodil 4. Eduard Martín Toval 5. Joan Codina i Torres 6. Lluís Armet i Coma 7. Felip Lorda Alaiz 8. Juanjo Ferreiro i Suárez 9. Joan Cornudella i Barberà 10. Luis Andrés García Sáez 11. Antoni Santiburcio i Moreno 12. Higini Clotas i Cierco 13. Joan Comas i Basagañas 14. Isidre Molas i Batllori 15. Joan Baptista Prats i Català 16. Esteban Casado Poveda 17. Rosa M. Barenys Martorell 18. Francesc Casares Potau 19. Joan Oliart i Pons 20. José Eduardo González Navas 21. Esteve Tomàs i Torrens 22. Joaquim Jou i Fonollà Girona 1. Xavier Guitart i Domènech 2. Salvador Sunyer i Aymerich 3. José Montero García 4. Daniel Terradellas i Redon Lleida 1. Pere Ayguadé i Ayguadé 2. Francisco Craviotto Blanco 3. Joan M. Ganyet i Solé Tarragona 1. Marta Ángela Mata i Garriga 2. Laureà Pérez Ciudad 3. Josep Maria Simó i Huguet 4. Joan Maria Roig i Borràs | Barcelona 1. Josep Benet i Morell 2. Antoni Gutiérrez Díaz 3. Francesc Frutos i Gras 4. M. Dolors Calvet i Puig 5. Juan Ramos Camarero 6. Ramon Espasa i Oliver 7. Xavier Folch Recasens 8. Jordi Borja Sebastià 9. Alfons Carles Comín Ros 10. Antoni Lucchetti Farré 11. Rafael Ribó i Massó 12. Celestino Andrés Sánchez Ramos 13. Justiniano Martínez Medina 14. Teresa Eulàlia Calzada Isern 15. Marcel Planellas Aran 16. Luis Valentín Fernández de Velasco 17. Alfredo Amestoy Sáenz 18. Pere Portabella i Ràfols 19. Francesc Padullés Esteban 20. Antoni Cuadras Camps Girona 1. Lluís Medir i Huerta Lleida 1. Pere Ardiaca i Martí Tarragona 1. Maties Vives March 2. Agustí Forné Roé 3. Miguel López Tortosa | Barcelona 1. Anton Cañellas i Balcells 2. Eduard Punset i Casals 3. Vicente Capdevila Cardona 4. Higinio Torras Majem 5. Agustín Luna Serrano 6. Alexandre Pedrós i Abelló 7. Alfonso Pérez Guerra Girona 1. Marià Lorca i Bard 2. Enrique Manuel-Rimbau Tomás 3. Albert Planasdemunt i Gubert Lleida 1. Pedro Roselló Esteban 2. Francisco Javier Puig Andreu 3. Josep Meseguer i Utgé 4. Juan Besa Esteve Tarragona 1. José Clua Queixalós 2. José Manuel Panisello Zaragoza 3. Joan Manuel Margalef Miralles 4. Ramon Franch Baiges | Barcelona 1. Heribert Barrera i Costa 2. Joan Hortalà i Arau 3. Francesc Vicens i Giralt 4. Josep Maria Poblet i Guarro 5. Josep Fornas i Martínez 6. Ramon Viñals i Soler 7. Jesús Prujà i Puig 8. Albert Alay i Serret Girona 1. Francesc Dalmau i Norat 2. Marçal Casanovas i Guerri Lleida 1. Antoni Puigvert i Gorro 2. Víctor Torres i Perenya Tarragona 1. Josep Roig i Magriñà 2. Francesc Subirà i Rocamora | Barcelona 1. Francisco Hidalgo Gómez 2. José Acosta Sánchez |